# Tradescantia buckleyi
Tradescantia buckleyi är en himmelsblomsväxtart som först beskrevs av Ivan Murray Johnston, och fick sitt nu gällande namn av David Richard Hunt. Tradescantia buckleyi ingår i släktet båtblommor, och familjen himmelsblomsväxter. Inga underarter finns listade.